# Marek Raczkowski
Marek Raczkowski (Varsó, 1959. február 21. –) lengyel festőművész, karikaturista, díszlettervező.

## Élete
A varsói Képzőművészeti Akadémia belsőépítészeti Karán végzett. Festészettel, poszter- és díszletkészítéssel továbbá bútorok tervezésével foglalkozott. 1992-ben jelentkezett első karikatúráival. 1993-tól a Polityka hetilap rendszeres karikaturistája volt, ahol rajzaival több rovat cikkeit is illusztrálták. Ezenkívül az Obserwator Codzienny, a Życie és a Gazeta Wyborcza lapjain is rendszeresen jelentek meg rajzai. 2001 és 2013 szeptember között a Przekrój hetimagazin karikaturistája volt. 2013 októberétől 2015 augusztusának végéig a Gazeta.pl portál hétfőn, szerdán és pénteken publikálta újabb műveit.
2003-ban a Lengyel Kulturális Alapítvány díjának, a Grand Press újságírói kategóriájának a győztese. A díjat 2004-ben Sławomir Mrożektől vehette át. 2006-ban feljelentették az állami zászló megsértésének gyanújával, de az eljárást végül megszüntették.
Ő tervezte a rapper, Łona 2007-ben megjelent albumának, az Absurd i nonsens-nek a borítóját.

## Elismerései
- Grand Press (2003)

## Művei
- Historyjki obrazkowe : tak się rysuje! (2004)
- Przygody Stanisława z Łodzi (2005)

## Fordítás
- Ez a szócikk részben vagy egészben  a   Marek Raczkowski című lengyel Wikipédia-szócikk ezen változatának fordításán alapul.  Az eredeti cikk szerkesztőit annak laptörténete sorolja fel. Ez a jelzés csupán a megfogalmazás eredetét és a szerzői jogokat jelzi, nem szolgál a cikkben szereplő információk forrásmegjelöléseként.